# 松林老鹳草
松林老鹳草（学名：Geranium pinetorum）为牻牛儿苗科老鹳草属的植物，是中国的特有植物。分布于中国大陆的四川、云南等地，生长于海拔2,700米至4,600米的地区，多生于林下、灌丛及高山草地，目前尚未由人工引种栽培。

## 别名
松林倒座草（云南种子植物名称）